# 黄贤度
黄贤度（1907年—2003年8月30日），男，江西上饶人，中华人民共和国政治人物，曾任江西省人大常委会副主任，中国国民党革命委员会江西省委员会主任委员。